# THE ROB CARLTON
THE ROB CARLTON（ザ ロブ カールトン）は、日本の劇団。京都府を拠点に活動している。

## 概要
2004年に、京都府立洛西高等学校 ラグビー部出身者を集めて「洛西オールドボーイズ」を結成する。当時は、ラグビーだけでなく芝居公演も行っていたがメンバーの就職活動などが原因で解散する。
2010年に再度集結して、新たなメンバーも加わり劇団「THE ROB CARLTON」を結成する。劇団名の由来は、ROB「Rakusei Old Boys」CARLTON「当時、京都に開業する事が発表されていたホテル名（ザ・リッツ・カールトン京都）」である。
2011年2月に旗揚げ公演「THE THREE」を京都のアトリエ劇研で行い、洛西 (京都市の西部)を本拠地にしている。
入江拓郎以外が経験者である「ラグビー」と、主宰の村角太洋が長年勤めた「ホテル」をコンセプトに、喜劇的な演目を制作しているエンターテイメント集団である。

## 劇団員
- 村角太洋 - 主宰、作、演出（俳優での活動時は、ボブ・マーサム 名義を使用している）
- 村角ダイチ - 俳優、音楽
- 入江拓郎 - フィクサー、演出助手
- 酒井和也 - 制作統括(休団中）

元所属メンバー
- 満腹満 - 俳優

## 出演者
主なゲスト 
- 男肉 du Soleil
  - 池浦さだ夢
  - 高阪勝之
  - 角田行平
- 伊勢村圭太
- 御厨亮
- 三上市朗

- 中川晴樹（ヨーロッパ企画）
- 川下大洋（Piper）
- 近藤貴嗣（ビーフケーキ）
- 猿そのもの（努力クラブ）
- 古藤望（マゴノテ）
- 西垣匡基（マゴノテ）
- 隈本晃俊（未来探偵社）
- 萬谷真之

- 大石英史
- 岡村雅司
- 澤田誠
- 正木悠太
- 諸岡航平
- 山野博生

## 公演

### 本公演
| #   | タイトル                                                   | 開催年月               | 場所      | 会場                     |
| --- | ---------------------------------------------------------- | ---------------------- | --------- | ------------------------ |
| 1F  | THE THREE                                                  | 2011年2月              | 京都      | アトリエ劇研             |
| 2F  | ロマンタイムス                                             | 2011年8月              | 京都      | アトリエ劇研             |
| 3F  | コーチ オブ オーバル -Burn Our Boats-                      | 2012年3月              | 京都      | アトリエ劇研             |
| 4F  | トーストマスターズ                                         | 2012年9月              | 京都      | アトリエ劇研             |
| 5F  | スカイ・エグゼクティヴ                                     | 2013年3月 - 4月        | 京都      | 元・立誠小学校 音楽室    |
| 6F  | フュメ・ド・ポワソン                                       | 2013年8月 - 9月        | 京都      | 元・立誠小学校 音楽室    |
| 7F  | ザ・シガールーム                                           | 2014年2月              | 京都      | 元・立誠小学校 音楽室    |
| 8F  | スティング・オペレーション                                 | 2014年9月              | 京都      | 元・立誠小学校 音楽室    |
| 9F  | エルダー・ステイツマンズ・ガーデン 歴史は、庭で作られる    | 2015年4月              | 大阪      | HEP HALL                 |
| 10F | CREATIVE DIRECTOR                                          | 2015年11月             | 大阪      | HEP HALL                 |
| 11F | COACHES OF OVAL (コーチ オブ オーバル)                     | 2016年6月              | 大阪      | HEP HALL                 |
| 12F | THE WILSON FAMILY                                          | 2016年12月             | 大阪      | HEP HALL                 |
| 13F | 欠番                                                       | 欠番                   | 欠番      | 欠番                     |
| 14F | lab.                                                       | 2017年6月              | 大阪      | HEP HALL                 |
| 15F | マダム                                                     | 2018年2月              | 大阪 東京 | HEP HALL 赤坂RED/THEATER |
| 16F | SINGER-SONGWRITERS                                         | 2018年12月 - 2019年1月 | 大阪 東京 | HEP HALL 赤坂RED/THEATER |
| 17F | IN FRONT OF THE DOOR - TWICKENHAM HOTEL STORIES - Episode1 | 未定                   |           |                          |

### その他
- マーサムブラザーズ（2014年12月、ハートンホテル京都）
- The Beautiful Twilight（2015年8月、ハートンホテル京都）
- ヨーロッパ企画 ハイタウン2016「プレゼンテーションコメディ」（2016年5月、元・立誠小学校）[11]
- 中之島春の文化祭2016（2016年5月、ABCホール）[12]
- 中之島春の文化祭2017（2017年5月、ABCホール）[13]
- 中之島春の文化祭2018（2018年5月、ABCホール）[14]
- テアトロコント vol.32（2018年12月、ユーロライブ）[15]
- 中之島春の文化祭2019（2019年5月、ABCホール）[16]
- STING OPERATION（2019年6月、神戸アートビレッジセンター）[17]
- 黒田たもつ×THE ROB CARLTON企画「ボランチェア」（2019年11月、神保町花月）[18]
- THE GO AND MO’S「THE JOKE AND MO’S vol.3 妄想コント」（2020年5月、THEATRE E9 KYOTO）